# NGC 1636
NGC 1636 (również PGC 15800) – galaktyka spiralna (Sab), znajdująca się w gwiazdozbiorze Erydanu. Odkrył ją William Herschel 30 stycznia 1786 roku.